# Trombose venosa profunda
Trombose venosa profunda (TVP) é a formação de um coágulo sanguíneo numa veia profunda, geralmente nas pernas. Os sintomas incluem dor, inchaço, vermelhidão ou sensação de calor na área afetada. Entre as possíveis complicações estão embolia pulmonar, como resultado de um coágulo que se desprende e se fixa nos pulmões, e síndrome pós-trombótica.
Os fatores de risco incluem cirurgia recente, cancro, trauma, falta de movimento, obesidade, tabagismo, contracepção hormonal, gravidez e puerpério, síndrome do anticorpo antifosfolipídeo e algumas anomalias genéticas. Os fatores de risco genéticos incluem deficiências de antitrombina, de proteína C, de proteína S e mutação do fator V de Leiden. O mecanismo subjacente geralmente envolve uma combinação da diminuição da corrente sanguínea com uma tendência para coágulos, e lesões na parede dos vasos sanguíneos.
Os indivíduos suspeitos de ter TVP podem ser avaliados usando uma escala de avaliação clínica como a escala de Wells. Um exame de dímero D pode ser usado para assistir o diagnóstico diferencial ou para alertar para a necessidade de realizar mais exames. O diagnóstico é geralmente confirmado com ecografia das veias suspeitas. Em conjunto, a TVP e a embolia pulmonar são denominados trombose venosa.
O tratamento padrão é a administração de anticoagulantes. Os medicamentos administrados são a heparina de baixo peso molecular, varfarina e anticoagulantes orais diretos. A utilização de meias de compressão pode diminuir o risco de síndrome pós-trombótico. As medidas de prevenção incluem caminhar de forma frequente, exercitar as pernas, aspirina, anticoagulantes, usar meias de compressão ou compressão pneumática intermitente. A prevalência de TVP aumenta progressivamente ao longo da vida. Em cada ano, a doença afeta cerca de 1 em cada 1000 adultos. Cerca de 5% da população terá um tromboembolismo venoso em algum momento da vida.

## Sinais e sintomas

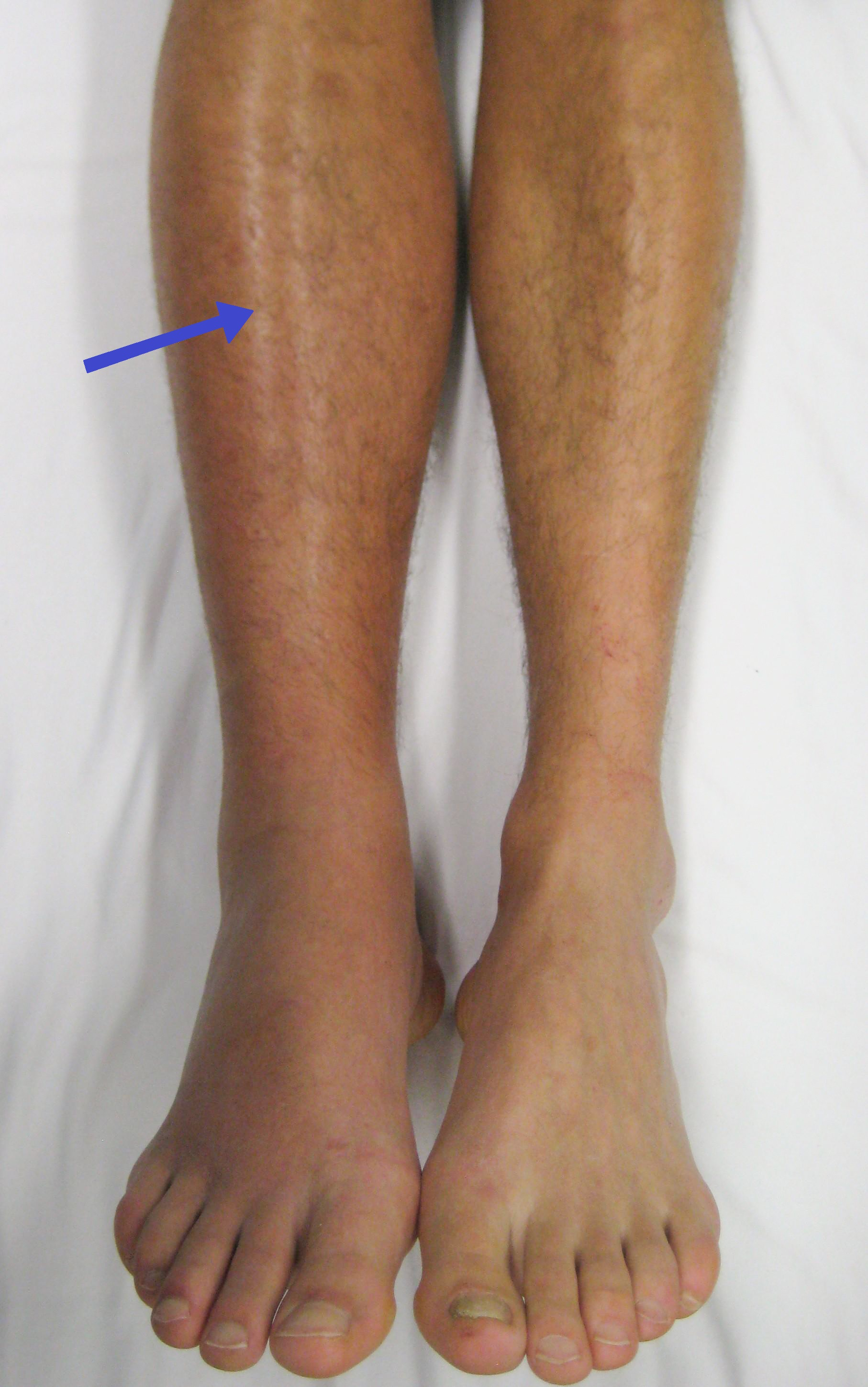
Inchaço unilateral e doloroso na perna é o sintoma mais característico

Os sinais e sintomas mais típicos são dor ou sensibilidade, inchaço, calor, vermelhidão ou descoloração e distensão das veias da superfície do local afetado, embora cerca de metade das pessoas com a condição não tenha sintomas. Geralmente afeta uma das pernas após repouso prolongado.

## Causas
O risco de coágulos de sangue embolizarem veias profundas é descrito pela tríade de Virchow:
- Lesão endotelial: o revestimento da veia pode ser danificado por fatores físicos, químicos ou biológicos. Tais fatores incluem cirurgia, lesões graves, inflamação e respostas imunes.
- Estase venosa: o fluxo sanguíneo é mais lento após repouso prolongado, especialmente durante um largo período de internação, cirurgia, viagens longas ou por lesão medular.
- Hipercoagulabilidade: pode ser causada por algumas condições herdadas (como o fator V Leiden) aumentam o risco de coagulação do sangue. A terapia hormonal, as pílulas anticoncepcionais e quimioterapia também podem aumentar o risco de coagulação.

O risco de trombose venosa profunda é proporcional ao período de imobilidade, sendo mais significativo quando esse período é superior a cinco horas, tal como ocorre em viagens, por exemplo. Outros fatores de risco importantes incluem: gestação, tabagismo, obesidade, idade superior a quarenta anos, infarto recente, cirurgia recente, traumatismo físico e predisposição genética.
O risco de doença tromboembólica (trombose venosa profunda e embolia pulmonar) é relativamente pequeno, considerando o número total de pessoas que viajam. Contudo, em razão da possível ocorrência de embolia pulmonar, que pode resultar em morte durante ou logo após uma viagem, é importante que sejam observadas medidas preventivas.

### Tromboembolismo venoso
Tromboembolismo venoso ou tromboembolia venosa é a ocorrência da trombose venosa profunda com  embolia pulmonar. A doença tromboembólica relacionada com imobilidade prolongada foi descrita em Londres, durante a II Guerra Mundial, em pessoas que permaneciam sentadas por longos períodos de tempo em abrigos antiaéreos. Nos anos 1950 foram registrados os primeiros episódios relacionados com viagens de avião e, na década de 1970, com a popularização dos voos internacionais, a doença passou a chamar a atenção notadamente pelos casos de embolia pulmonar que resultavam em mortes de passageiros, às vezes em pleno voo.
Nos anos 1990 passou-se a utilizar a expressão síndrome da classe econômica, numa alusão à freqüência deste tipo de evento em passageiros submetidos a uma exigüidade de espaço que dificultava a mobilidade durante as viagens aéreas. A expressão é, contudo, imprecisa, uma vez que a ocorrência de doença tromboembólica não é uma exclusividade dos passageiros da classe econômica. Além disto, a doença ocorre também em viajantes que utilizam outros meios de transporte, como carros e trens.
Ainda que não exista um estudo conclusivo, é inegável que algumas peculiaridades das viagens aéreas sugerem uma provável associação com doença tromboembólica, maior do que em outros meios de transporte. A freqüência das escalas durante uma viagem aérea, quando elas ocorrem, é ditada por motivos econômicos ou técnicos e, naturalmente, não obedece a um padrão regular. A disposição dos assentos, em múltiplas fileiras paralelas, inibe até eventuais idas ao toalete e, de resto, não é aconselhável, por motivos de segurança, que os passageiros fiquem andando durante o voo, o que facilita a imobilidade prolongada. Além disto, o ambiente do interior das aeronaves, seco e com níveis baixos de pressão atmosférica e de oxigênio, favorece a desidratação, que é um dos fatores de risco para a doença tromboembólica.

## Diagnóstico

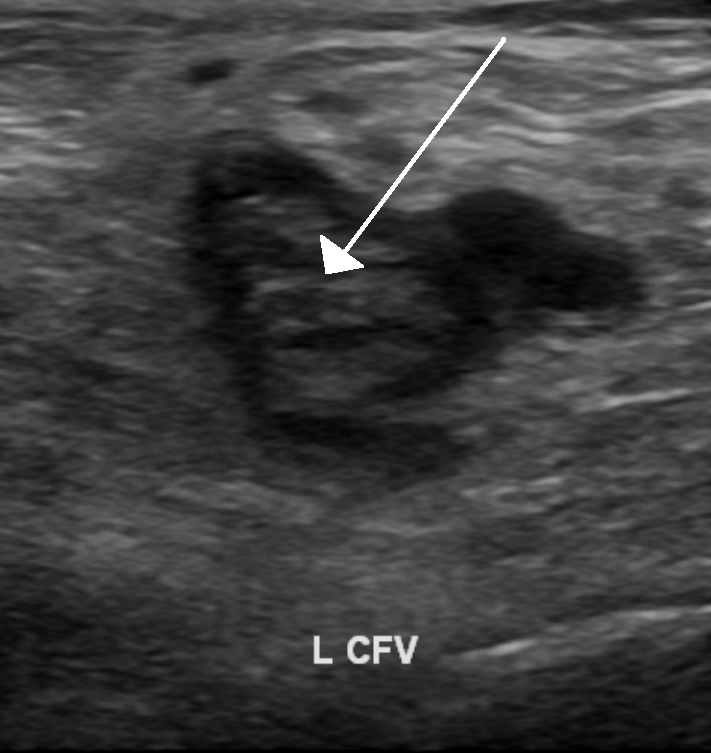
Trombo na veia femoral visto em uma ecografia

A trombose venosa profunda pode ser suspeitada através de achados do exame físico. Um sinal sugestivo da doença é o Sinal de Homan. Os exames confirmatórios de TVP incluem o ecodoppler venoso dos membros inferiores, análise do dímero D e angiografia.

## Tratamento

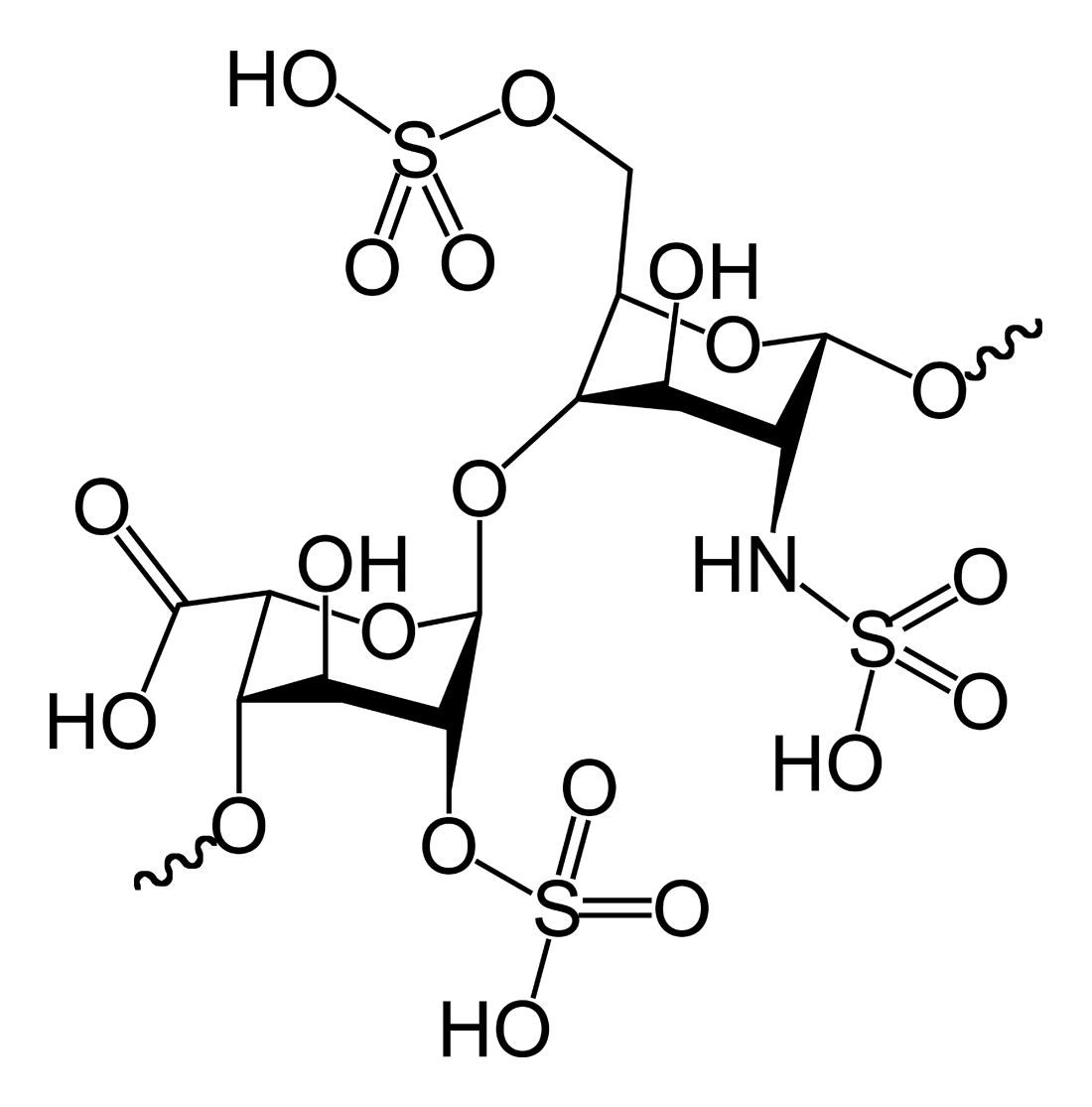
Estrutura molecular da heparina, um dos anticoagulantes mais usados no tratamento da trombose.

Trombolíticos podem ser injetados para dissolver rapidamente grandes coágulos de sangue quando os sintomas são intensos. Como os trombolíticos podem causar sangramento súbito, eles são usados apenas nos casos mais complicados e quando o risco de hemorragia seja baixo.
Uma alternativa é inserir um filtro na veia cava inferior para capturar coágulos sanguíneos que podem viajar para os pulmões, evitando a embolia pulmonar. No entanto, o filtro não impede a formação de novos coágulos sanguíneos.
A anticoagulação é essencial para prevenir novos trombos, mas não age diretamente em coágulos existente. Deve ser feito uma avaliação entre o risco de trombose e o risco de hemorragia (custo-benefício) antes de determinar a dose e duração da anticoagulação. Três meses geralmente é o padrão, mas em pessoas com doenças nas válvulas cardíacas ou histórico de AVC pode durar anos e necessitar frequentes regulações da dose. Os anticoagulantes mais usados são as heparinas, as cumarinas (como acenocumarol) e a warfarina.
Meias de compressão graduadas podem reduzir o inchaço das pernas causado por um coágulo sanguíneo. Existem três tipos de meias de compressão adequadas para casos diferentes. A pressão maior no tornozelo e menor na coxa evita que o sangue se deposite e coagule. Seu uso é especialmente importante durante longos períodos de repouso.